# 教主
教主，為宗教創始者或某教派之領導者（即使歷史未能證實其存在），被崇拜的人（也許該宗教教徒會認為教主是神）。或作教祖。
在現代用語中，對於領導流行時尚的歌手，藝人或一些比較出名的人亦稱為教主。例如安室奈美惠、臺灣女歌手蔡依林、香港男子組合MIRROR成員盧瀚霆，以及被香港傳媒稱為「八十年代搖滾教主」的香港藝人劉以達。
在一些非正式的用法裡面，教主一詞可能帶有貶抑的意味，並暗示其追隨者有盲從的現象。但是一般而言，教主一詞為領導群體的菁英，具有極正面的涵義。
通常被稱呼為教主的人（如上文提到的安室奈美惠），未必知道自己的言行對社會產生的影響力之大，通常一些流行文化及運動文化的中心人物常被支持者用「教主」一詞去稱呼。

## 各大宗教的教主

### 传统宗教
- 佛教：释迦牟尼（创始人）、宗喀巴（藏传佛教格鲁派）、達賴喇嘛、班禅喇嘛、章嘉呼图克图、哲布尊丹巴呼圖克圖（各地格鲁派領導人），大宝法王（藏传佛教噶举派），
- 基督教：耶稣（创始人）、教宗（天主教）、普世牧首（東正教）、亞歷山大牧首（科普特正教會）、馬丁路德（新教路德宗）、英國君主（英國國教）、加爾文（改革宗）
- 伊斯兰教先知：穆罕默德，伊斯蘭教兩聖地監護人（遜尼派教主），伊斯蘭教大阿亞圖拉：哈梅內伊（什葉派教主）伊斯蘭教哈里發：阿布·貝克爾·巴格達迪
- 道教領袖：張天師（追奉老子為教主）
- 神道教領袖：天皇
- 儒教領袖：孔子、孟子、朱熹（理學）、王守仁（心學）
- 祆教領袖：瑣羅亞斯德

### 新兴宗教
- 巴哈伊信仰：巴哈欧拉、巴孛、阿博都巴哈
- 法轮功：李洪志
- 中功：张宏堡
- 新约教会：江端仪（梅绮）
- 觀音法門：清海無上師
- 拜上帝會：洪秀全
- 全能神教會：赵维山
- 奥姆真理教：麻原彰晃
- 宇宙彌勒皇教：彌勒皇佛陳金龍
- 仙貝教：旺旺仙貝Ayu

## 政治人物和評論員
- 普羅政治學苑：黃毓民
- 膜蛤教：張寶華

## 小說中的教主
- 闡教：元始天尊
- 截教：通天教主
- 西方教：接引道人、准提道人
- 日月神教：首任任我行、繼任東方不敗、向問天。
- 明教：陽頂天、張無忌
- 神龍教：洪安通